# 서유리 (번역가)
서유리는 대한민국의 독일어 번역가이다. 한국외국어대학교 통번역대학원에서 석사 학위를 취득하고 독일 하이델베르크 대학교에서 독일어교수학을 공부했다. 국제회의 통역사로 활동하다 출판 번역에 입문하였다고 한다. 대표적인 번역 작품으로 비프케 로렌츠의 《당신의 과거를 지워드립니다》, 《타인은 지옥이다》, 헤르만 헤세의 《데미안》(위즈덤하우스), 안네 프랑크의 《안네의 일기》(책만드는집), 괴테의 《젊은 베르테르의 슬픔》, 넬레 노이하우스의 《상어의 도시》, 안드레아스 빙켈만의 《사라진 소녀들》 등이 있다.

## 저작
- 비프케 로렌츠 작품
  - 당신의 과거를 지워드립니다(레드박스)
  - 타인은 지옥이다(보랏빛소)

- 샤를로테 루카스 작품
  - 당신의 완벽한 1년(북펌)
  - 해피엔딩으로 만나요(북펌)

- 안드레아스 빙켈만 작품
  - 사라진 소녀들(뿔)
  - 창백한 죽음(뿔)